# Mercado Único Europeo
El Mercado Único Europeo, es el mercado interior de la Unión Europea donde circulan libremente los bienes, servicios, capitales, las personas y, en su interior, los ciudadanos de la Unión pueden residir, trabajar, estudiar o hacer negocios con total libertad. Es uno de los instrumentos de integración social y económica de la Unión, del cual derivan, entre otros, la Unión Económica y Monetaria. Es parte fundamental de la economía de la Unión Europea.
Los países miembros de la AELC (excepto Suiza) participan en este mercado interior gracias al Espacio Económico Europeo (EEE), un acuerdo comercial entre la Unión Europea y los países de la AELC.
El mercado interior aparece mencionado en el artículo 3.3 del Tratado de la Unión Europea como uno de los objetivos que tiene que alcanzar la UE.

Art 26.1 del TFUE;
la Unión adoptará las medidas destinadas a establecer el mercado interior y a garantizar su funcionamiento

## Historia

### Tratado de la Comunidad Europea del Carbón y del Acero
Desde la creación, en 1951, de la Comunidad Europea del Carbón y del Acero (CECA), germen de la actual Unión Europea, el proceso de integración económica ha sido el motor principal en torno al que se ha construido una progresiva integración política.
Acorde a la Declaración Schuman, habría de establecerse un espacio de mercado común entre Francia y Alemania, que implicase la libre circulación de mercancías, capitales y trabajadores. No fue casualidad que se eligiera el sector del carbón y del acero para dar este primer paso, habida cuenta de que la producción francoalemana se complementaba, revistiendo el sector una especial importancia en el contexto de la reconstrucción europea tras la Segunda Guerra Mundial.
Por otra parte, el experimento CECA se completaba con dos principios fundamentales. Las creación de instituciones supranacionales (no meramente intergubernamentales) para el control de la nueva Comunidad; y la apertura a la adhesión de otros países, además de Alemania y Francia. Hay que señalar que a este último llamamiento responderían Bélgica, Holanda, Luxemburgo e incluso Italia, pese a que era deficitaria tanto en la producción de carbón como en la producción de acero.

### Tratado de la Comunidad Económica Europea
No obstante, la pretensión de establecer un mercado común más allá del sector del carbón y del acero habría de esperar hasta 1957, fecha en la que se firman los Tratados de Roma, por los que se establece la Comunidad Económica Europea (además de la Comunidad Europea de la Energía Atómica).
El nuevo Tratado de la comunidad Económica Europea ya asentaba con claridad las cuatro bases del mercado interior europeo. Junto con las mencionadas libertades de circulación de mercancías, trabajadores y capitales, que recogía la Comunidad Europea del Carbón y del Acero; la Comunidad Económica Europea recoge la libre circulación de servicios, cerrando así el círculo de las conocidas "Cuatro Libertades Fundamentales".
No obstante, no hay que confundir las pretensiones y objetivos de los Tratados constitutivos, con el alcance real a la hora de alcanzar un verdadero mercado interno, libre de trabas, entre los países miembros.

### Acta Única Europea
La paulatina consecución de un mercado interior europeo llevó a incluir en el Acta Única Europea, de 1986, una mención a la fecha en la que se debería alcanzar dicho objetivo.
Cabe señalar que de las Cuatro Libertades, solo se alcanzarían satisfactoriamente las relativas a la libre circulación de trabajadores, mercancías y capitales. La teórica libre prestación de servicios ofrecía, no obstante, otros problemas de aplicación práctica.

### Tratado de la Unión Europea
El establecimiento de la Unión Europea, en 1992, supondría un antes y un después para el mercado interior, que dejaba de ser un objetivo en sí, para ser parte de la llamada Unión Económica y Monetaria, proceso de integración más amplio que habría de culminar con el establecimiento de una moneda única.
La consecución del mercado interior se daba por alcanzada, sin perjuicio de las deficiencias que aún habrían de ser subsanadas con posterioridad, especialmente en cuanto a la eliminación de barreras, tanto jurídicas como sociales, que afectaban a la libertad de prestación de servicios.

### Tratado de Ámsterdam
Llegados a 1997, el Tratado de Ámsterdam modificaría ciertas partes del Tratado de la Unión Europea, relativas al mercado interior. No obstante, las alteraciones afectaban más a la forma que al fondo, de manera que básicamente se simplificaba el texto mediante la eliminación de disposiciones transitorias que ya carecían de sentido.
En 2001, se firmaría el Tratado de Niza, que esencialmente se dedicó a ajustar las Instituciones de la Unión, y que tuvo escasa relevancia para los principios del mercado interior. Por otra parte, en 2004 se produce el fallido Tratado por el que se establece una Constitución para Europa, así como la aprobación de la importantísima Directiva Bolkestein.
También conocida como Directiva de Servicios, la Directiva Bolkestein pretendía profundizar en el mercado común de servicios, ampliamente trabado por los condicionantes legales y sociales inherentes a este importantísimo sector económico.
Así pues, la Directiva busca alcanzar un marco de no discriminación por nacionalidad, de seguridad jurídica y de simplificación administrativa, de cara a facilitar el establecimiento de los prestadores de servicios en otros países miembros.

### Tratado de Lisboa
Tras la firma del Tratado de Lisboa, en 2007, se producen ligeras modificaciones relativas a la denominación de los Tratados e Instituciones.
Junto con dichos retoques formales, el Tratado de Lisboa establece tres clases de materias en las que pueden intervenir las Instituciones de la Unión Europea: Las de competencia exclusiva de la UE, las de competencia compartida con los países miembros, y las de competencia de los países miembros con apoyo de la UE.
De esta manera, respecto al mercado interior, serán competencia exclusiva de la Unión Europea, no pudiendo intervenir los Estados, las materias referentes a unión aduanera; establecimiento de las normas sobre competencia necesarias para el funcionamiento del mercado interior; política monetaria de la eurozona; y política comercial común.
Por otra parte, sin perjuicio de las competencias exclusivas, se atribuye una competencia compartida residual en todo lo relativo al mercado interior. Así, la regulación del mercado interior solo corresponderá a los Estados miembros en los aspectos en que no exista regulación comunitaria.

## Elementos
El mercado interior pretende ser un espacio libre de fronteras y barreras entre los distintos Estados. A tal efecto, el sistema descansa sobre una serie de elementos básicos, configuradores de un marco jurídico que haga posible la efectiva realización de un mercado interior.
Entre esos elementos, hay que destacar lo que la doctrina tradicionalmente ha denominado "Cuatro Libertades Fundamentales", integradas por la libre circulación de mercancías, trabajadores, servicios y capitales. En relación con dichas libertades, los Tratados distinguieron el llamado derecho de establecimiento.
Igualmente, el mercado interior se apoya sobre las políticas comunes, entre las que se puede destacar la política de transportes; de competencia; de agricultura y pesca; y la política comercial común.

### Cuatro Libertades
Las Cuatro Libertades Fundamentales comprenden, en primer lugar, la llamada unión aduanera, es decir, la libre circulación de mercancías dentro del mercado interior. Junto con esta primera libertad, quizá la más importante de todas, se incluyen otras tres, a saber, la libre circulación de trabajadores, de servicios y de capitales.
Dichas Libertades son definidas de forma negativa por el Tratado de Funcionamiento de la Unión Europea, es decir, son conceptuadas sobre la base de la prohibición de restringir su libre circulación.

#### Libre circulación de mercancías
La libre circulación de mercancías supone el establecimiento de una unión aduanera que abarcará la totalidad de los intercambios de mercancías y que implicará la prohibición, entre los Estados miembros, de los derechos de aduana de importación y exportación. En igual sentido, se establece la adopción de un arancel aduanero común en sus relaciones con terceros países. Desde el 1 de enero de 1993, se suprimió el Documento Único Administrativo (DUA), con carácter general, para los intercambios intracomunitarios.

#### Libre circulación de trabajadores
La libre circulación de trabajadores se establece en el artículo 45.1 del Tratado de Funcionamiento de la Unión Europea. Se prohíbe taxativamente la discriminación por razón de nacionalidad con respecto al empleo, la retribución y las demás condiciones de trabajo, estableciéndose expresamente los derechos de desplazamiento, residencia y permanencia de los trabajadores comunitarios, y excluyendo de dicha regulación a los empleados de las Administraciones Públicas.

#### Libre circulación de servicios
La libre circulación de servicios es definida en el Tratado de Funcionamiento de la Unión Europea. De esta manera, el reconocimiento de dicha libertad se realiza mediante la exclusión de las restricciones a la libre prestación de servicios dentro de la Unión para los nacionales de los Estados miembros establecidos en un Estado miembro que no sea el del destinatario de la prestación.
Así pues, la libre circulación de servicios incluye dos supuestos esenciales. El primero, relativo a la prestación de un servicio en el país de establecimiento del prestador, cuyo destinatario no es nacional de dicho país, sino de otro Estado miembro. Y el segundo, referente a la prestación de un servicio en un país distinto a aquel en que esté establecido el prestador. En tal caso, el prestador no estará obligado a ejercer su derecho de establecimiento en el país miembro para poder prestar el servicio, bastando con cumplir las mismas condiciones que el país miembro receptor del servicio impone a sus nacionales.

#### Libre circulación de capitales
La libre circulación de capitales es definida por el Tratado de Funcionamiento de la Unión Europea. De forma paralela, se menciona la libre circulación de pagos, que dada su naturaleza, recibe idéntica regulación que la de capitales.
Así pues, por norma general se prohíbe cualquier restricción a los movimientos de pagos y capitales, tanto entre Estados miembros, como entre países extracomunitarios y Estados miembros.
Se contemplan, no obstante, algunas excepciones a la prohibición de restringir los movimientos de pagos y capitales. En primer lugar, subsisten las restricciones anteriores al 31 de diciembre de 1993, existentes entre países extracomunitarios y Estados miembros, y relativas a inversiones directas, incluidas las inmobiliarias, el establecimiento, la prestación de servicios financieros o la admisión de valores en los mercados de capitales.
También hay que destacar el supuesto en que el Consejo decide, por unanimidad, retroceder en la liberalización de los movimientos de capitales entre terceros países y Estados miembros. Dicho acto se adoptará mediante un procedimiento legislativo especial, que incluye la consulta al Parlamento Europeo.

### Derecho de establecimiento
Al igual que las Cuatro Libertades, el derecho de establecimiento de los nacionales de un Estado miembro sobre el territorio de otro Estado miembro distinto es definido de forma negativa, es decir, prohibiendo las restricciones que pudieran impedirlo u obstaculizarlo.
No obstante, junto con esa definición negativa, el Tratado de Funcionamiento de la Unión Europea incluye una definición positiva, afirmando que el derecho de establecimiento comprende el acceso a las actividades no asalariadas y su ejercicio, así como la constitución y gestión de empresas. En todo caso, habrán de sujetarse a las condiciones que el país de establecimiento imponga a sus propios nacionales.

### Política comercial común
El establecimiento de una política comercial común es la consecuencia lógica de la puesta en práctica de una unión aduanera. Al no existir barreras comerciales entre los Estados miembros, la regulación de los intercambios comerciales con países extracomunitarios ha de ser uniforme.
Así mismo, la competencia para establecer la política comercial común recaerá en exclusiva sobre las, dentro del marco de los principios y objetivos de la acción exterior de la Unión.
El Tratado de Funcionamiento de la Unión Europea incluye expresamente, dentro del concepto de política comercial, los siguientes supuestos:
- Las modificaciones arancelarias.
- La celebración de acuerdos arancelarios y comerciales relativos a los intercambios de mercancías y de servicios.
- Los aspectos comerciales de la propiedad intelectual e industrial.
- Las inversiones extranjeras directas.
- La uniformización de las medidas de liberalización.
- La política de exportación.
- Las medidas de protección comercial, especialmente dumping y subvenciones.